# جوزف جکسون (تیرانداز)
جوزف جکسون (انگلیسی: Joseph Jackson; ۲۳ سپتامبر ۱۸۸۰ – ۳۰ دسامبر ۱۹۶۰) تیرانداز اهل ایالات متحده آمریکا بود.
وی در مسابقات کشوری و بین‌المللی در مجموع برندهٔ ۳ مدال طلا شده‌است.